# IJmuiden Heliport
IJmuiden Heliport (ICAO: EHYP), soms ook wel aangeduid als YPAD, is een heliport die door het Nederlands Loodswezen BV gebruikt wordt om loodsen naar zeeschepen te vervoeren. Het platform ligt op een landtong van de sluizen van IJmuiden.

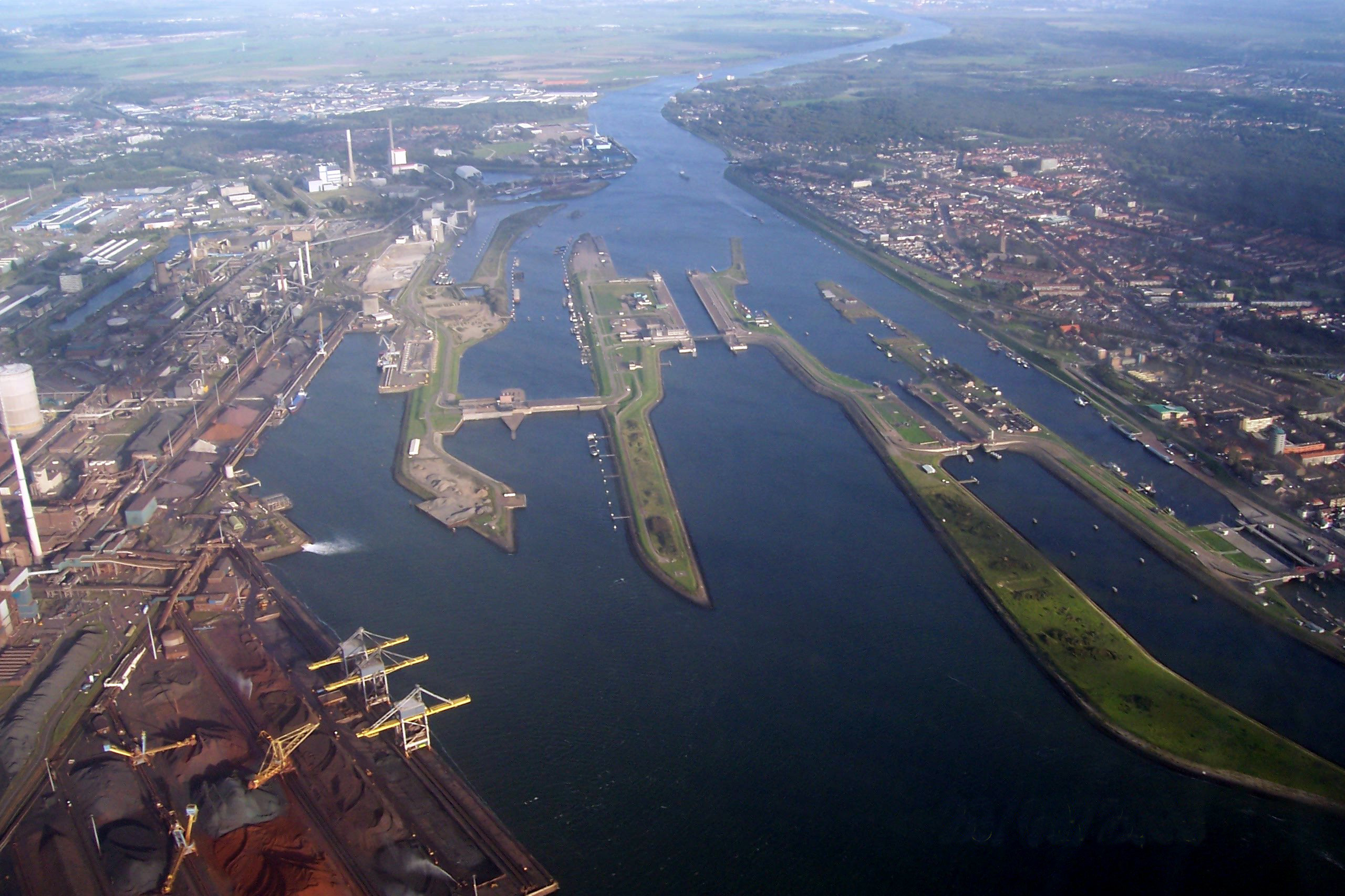
Het platform ligt op de onderste punt van de landtong in het midden.